# سومونگنو
سومونگنو (به لهستانی:  Somonino) یک روستا در لهستان است که در گمینا سومونگنو واقع شده‌است. سومونگنو ۲٬۲۰۶ نفر جمعیت دارد.